# Nauru na Mistrzostwach Świata w Lekkoatletyce 2005
Nauru na Mistrzostwach Świata w Lekkoatletyce 2005 reprezentowało dwoje zawodników (1 mężczyzna, 1 kobieta).

## Występy reprezentantów Nauru
Zawodnicy występowali wyłącznie w konkurencji bieg na 100 metrów.

### Mężczyźni
| Konkurencja   | Zawodnik     | Eliminacje | Eliminacje | Ćwierćfinał   | Ćwierćfinał   |
| Konkurencja   | Zawodnik     | Rezultat   | Pozycja    | Rezultat      | Pozycja       |
| ------------- | ------------ | ---------- | ---------- | ------------- | ------------- |
| Bieg na 100 m | Deamo Baguga | 11,64      | 6          | Nie awansował | Nie awansował |

### Kobiety
| Konkurencja   | Zawodniczka         | Eliminacje | Eliminacje | Ćwierćfinał    | Ćwierćfinał    |
| Konkurencja   | Zawodniczka         | Rezultat   | Pozycja    | Rezultat       | Pozycja        |
| ------------- | ------------------- | ---------- | ---------- | -------------- | -------------- |
| Bieg na 100 m | Rosa Mystique Jones | 13,16      | 7          | Nie awansowała | Nie awansowała |